# Fever Pitch: En i laget
Fever Pitch: En i laget är en självbiografisk bok från 1992 skriven av Nick Hornby. Den utspelar sig i London och handlar om Hornbys fotbollsintresse, som präglar hans liv. Författaren är ett stort fan av fotbollsklubben Arsenal FC.

## Andra versioner
Boken har filmatiserats två gånger. Först 1997 av David Evans (se Fever Pitch - En i laget (film)) och sedan 2005 (se Fever Pitch (film, 2005)) av Peter och Bobby Farrelly. I den senare är dock handlingen flyttad till Boston och huvudpersonen är ett Red Sox-fan.